# Krajowe Laboratorium Referencyjne
Krajowe Laboratorium Referencyjne – jednostka organizacyjna Państwowej Inspekcji Weterynaryjnej, powołana w celu koordynacja działań laboratoriów urzędowych i zapewnienie organizacji badań porównawczych. 
Powołanie laboratorium miało ścisły związek z przystąpieniem w 2004 r. Polski do Unii Europejskiej.

## Regulacje europejskie w sprawie laboratoriów
Na podstawie rozporządzenia Parlamentu Europejskiego i Rady UE z 2004 r. w sprawie kontroli urzędowych przeprowadzanych w celu sprawdzenia zgodności z prawem paszowym i żywnościowym oraz regułami dotyczącymi zdrowia zwierząt i dobrostanu zwierząt zobowiązano kraje członkowskie do zorganizowania krajowych laboratoriów referencyjnych.  
Rozporządzenie UE miało na celu zapewnienie wysokiego poziomu ochrony zdrowia ludzkiego i zdrowia zwierząt oraz ochrony środowiska.   Ponadto miało  przyczynić się do   uniknięcia rozprzestrzeniania się chorób zakaźnych. Prawodawstwo to obejmowało takie obszary jak: handel wewnątrzunijny, zwalczanie chorób, kontrole weterynaryjne oraz powiadamianie o chorobach, a ponadto przyczyniać się do zapewnienia bezpieczeństwa żywności i pasz.
W związku z powyższym kraje członkowskie zapewniały:
- sprawną i skuteczną koordynację między wszystkimi zaangażowanymi organami oraz spójność i skuteczność kontroli urzędowych lub innych czynności urzędowych na jego terytorium;
- wyznaczyły, zgodnie ze swoimi wymogami konstytucyjnymi, pojedynczy organ odpowiedzialny za koordynowanie współpracy i kontaktów z Komisją i innymi państwami członkowskimi w związku z kontrolami urzędowymi.

Szczegółowe regulacje rozporządzenie obejmowały takie przepisy jak:
- przeprowadzanie przez właściwe organy państw członkowskich kontroli urzędowych i innych czynności urzędowych,
- finansowanie kontroli urzędowych,
- pomocy i współpracy administracyjnej między państwami członkowskimi w celu prawidłowego stosowania przepisów,
- przeprowadzania przez Komisję kontroli w państwach członkowskich i w państwach trzecich,
- przyjęcia warunków jakie muszą być spełnione w odniesieniu do zwierząt i towarów wprowadzanych na terytorium Unii z państwa trzeciego,
- ustanowienia komputerowego systemu informacji mającego na celu zarządzania informacjami i danymi dotyczącymi kontroli urzędowych.

## Powołanie Krajowego Laboratorium Referencyjnego
Na podstawie ustawy z 2004 o Inspekcji Weterynaryjnej powołano Krajowe Laboratorium Referencyjne w rozumieniu przepisów Unii Europejskiej. 
Krajowe Laboratorium sprawuje nadzór nad jakością badań wykonywanych w laboratoriach, w szczególności przez:
- ujednolicenie wymagań i metod badawczych,
- sprawdzanie jakości preparatów diagnostycznych używanych do badań,
- organizację okresowych testów porównawczych poszczególnych metod badawczych, stosowanych przez laboratoria,
- prowadzenie szkoleń pracowników laboratorium,
- prowadzenie badań laboratoryjnych mających na celu potwierdzenie wyników badań przeprowadzonych przez laboratoria,
- gromadzenie i przetwarzanie danych dotyczących wyników badań laboratoryjnych.

## Zakres działania Laboratorium
Do zakresu działania Krajowych Laboratoriów Referencyjnych należała:
- współpraca z laboratoriami referencyjnymi Unii Europejskiej oraz uczestniczenie w szkoleniach i między laboratoryjnych badaniach porównawczych organizowanych przez te laboratoria;
- koordynacja działania laboratoriów urzędowych wyznaczonych w celu zharmonizowania i udoskonalenia metod analizy laboratoryjnej, badania lub diagnostyki oraz ich stosowania;
- w stosownych przypadkach organizowanie między laboratoryjnych badań porównawczych lub badań biegłości między laboratoriami urzędowymi, zapewniając odpowiednie działania następcze w związku z takimi badaniami oraz informowanie właściwych organów o wynikach tych badań i działań następczych;
- zapewnienie rozpowszechniania wśród właściwych organów i laboratoriów urzędowych informacji przekazanych przez laboratorium referencyjne Unii Europejskiej;
- zapewnienie właściwym organom w zakresie swojej misji pomocy naukowej i technicznej przy realizacji wieloletnich, krajowych planów kontroli, i skoordynowanych programów kontroli;
- w stosownych przypadkach walidacja odczynników i partii odczynników, tworzenie i prowadzenie aktualnych wykazów dostępnych substancji referencyjnych i odczynników oraz producentów i dostawców takich substancji i odczynników;
- w razie konieczności przeprowadzanie szkoleń dla pracowników laboratoriów urzędowych;
- aktywne wspomaganie państwa członkowskiego, które je wyznaczyło, w diagnostyce ognisk chorób przenoszonych przez żywność, chorób odzwierzęcych, chorób zwierząt lub agrofagów roślin oraz - w przypadku niezgodności przesyłki - poprzez przeprowadzanie diagnostyki potwierdzającej, charakterystyki i dochodzeń epizootycznych lub taksonomicznych dotyczących izolatów patogenów.

## Rozporządzenia Ministra Rolnictwa i Rozwoju Wsi
Na podstawie rozporządzenie Ministra Rolnictwa i Rozwoju Wsi z 2004 r. w sprawie wykazu laboratoriów referencyjnych właściwych dla poszczególnych rodzajów i kierunków badań ustalono następujące laboratoria:
- Właściwych dla badań prowadzonych w kierunku rozpoznawania chorób zakaźnych zwierząt oraz chorób odzwierzęcych
  - Laboratorium Zakładu Pryszczycy,
  - Laboratorium Zakładu Chorób Świń,
  - Laboratorium Zakładu Anatomii Patologicznej.
  - Laboratorium Zakładu Wirusologii,
  - Laboratorium Zakładu Wirusologii,
  - Laboratorium Zakładu Mikrobiologii,
  - Laboratorium Zakładu Chorób Zwierząt Mięsożernych i Futerkowych,
  - Laboratorium Zakładu Chorób Bydła i Owiec.
  - Laboratorium Zakładu Chorób Drobiu,
  - Laboratorium Pracowni Diagnostyki Wirusowych Chorób Drobiu,
  - Laboratorium Zakładu Chorób Ryb,
  - Laboratorium Zakładu Parazytologii.

- Właściwych dla badań produktów pochodzenia zwierzęcego oraz środków żywienia zwierząt
  - Laboratorium Zakładu Higieny Żywności Pochodzenia Zwierzęcego,
  - Laboratorium Zakładu Higieny Środków Żywienia Zwierząt.